# 30 (album Adele)
30 – czwarty album studyjny brytyjskiej piosenkarki Adele. Wydawnictwo ukazało się 19 listopada 2021 roku nakładem wytwórni muzycznej Columbia.
Tytuł albumu, podobnie jak trzy poprzednie 19, 21 oraz 25, nawiązuje do wieku artystki w trakcie jego powstawania. Główny singiel „Easy on Me” wydany 15 października 2021 roku osiągnął sukces komercyjny na całym świecie, plasując się na szczycie list przebojów w 27 krajach. Krążek zaraz po premierze stał się najlepiej sprzedającym albumem w 24 krajach, pod koniec roku został uznany za najlepiej sprzedającą się płytę na świecie, w Stanach zjednoczonych oraz Wielkiej Brytanii. 30 zdobył nagrodę Brit w kategorii album roku oraz dwie nominacje do nagrody Grammy.

## Wydanie i promocja

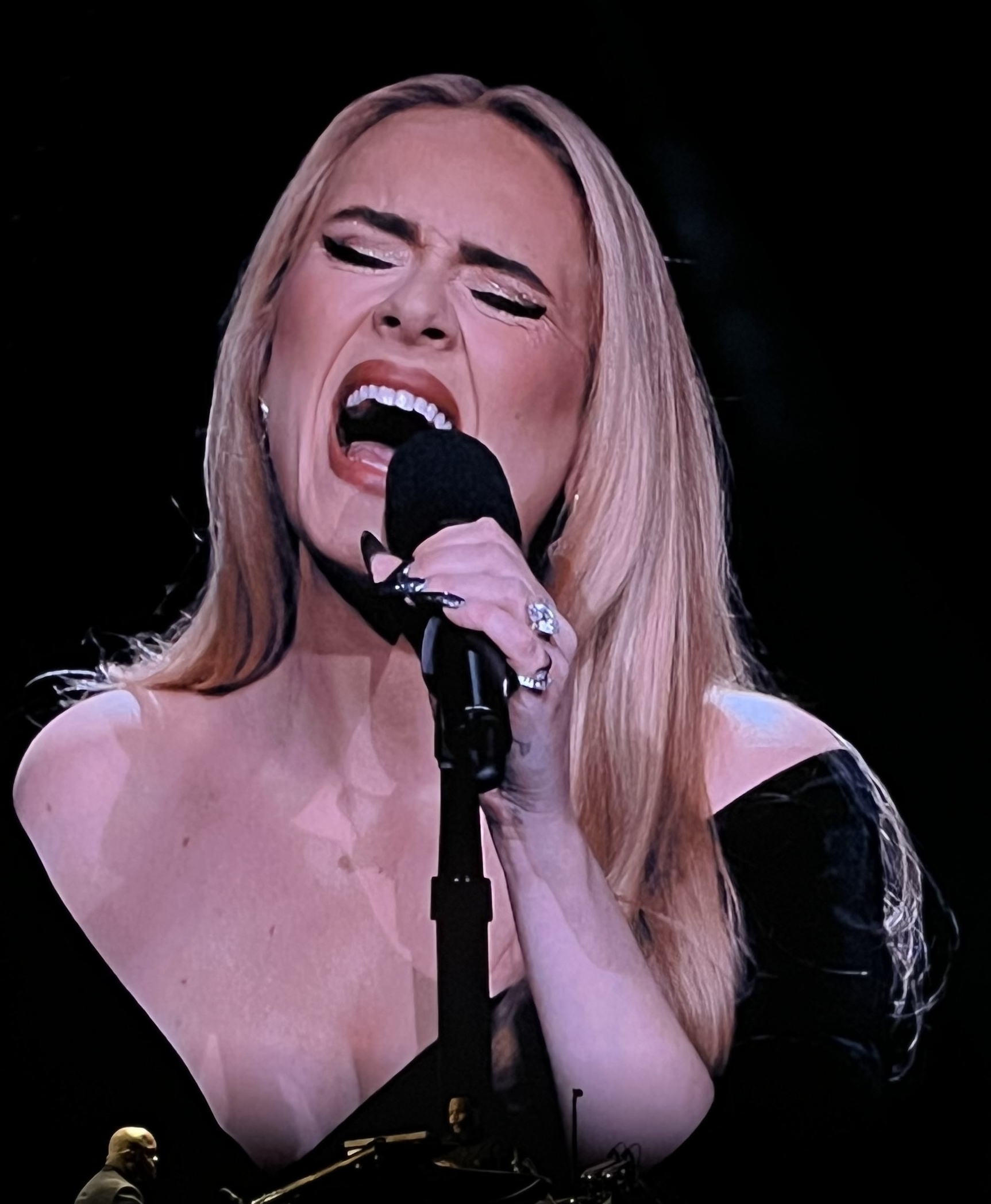
Adele w trakcie rezydencji w Las Vegas (2023)

W styczniu 2020 menadżer Adele Jonathan Dickins potwierdził, że premiera nowej muzyki artystki planowana jest na wrzesień tego samego roku.  W czerwcu poinformowano, że w związku z pandemią COVID-19 wydanie albumu zostanie przesunięte. 1 października 2021 w różnych miejscach na całym świecie pojawiła się seria banerów reklamowych i projekcji wyświetlających liczbę „30”, z doniesieniami, że może to być związane z nadchodzącym albumem studyjnym Adele. 5 października 2021 oficjalnie ogłoszono wydanie singla „Easy on Me”, którego premiera miała miejsce 15 października. Utwór osiągnął sukces komercyjny, stając się najlepiej debiutującym utworem w serwisie Spotify oraz zajmując szczyt listy Billboard Hot 100. Oficjalnie album zapowiedziany został 13 października, natomiast 1 listopada opublikowano listę utworów.
30 opublikowano 19 listopada 2021 roku nakładem wytwórni muzycznej Columbia. Krążek został najlepiej sprzedającym się albumem 2021 roku w USA po trzech dniach sprzedaży. Dodatkowo był najlepiej sprzedającym się albumem na świecie w 2021. Zadebiutował na pierwszym miejscu list Billboard 200 oraz UK Albums Chart, gdzie spędził na szczycie kolejno 6 tygodni i 5 tygodni. 29 listopada tego samego wydano drugi singiel promocyjny „Oh My God”, natomiast 2 listopada 2022 trzeci – utwór  „I Drink Wine”.
W ramach promocji wydawnictwa Adele wystąpiła na specjalnym koncercie w telewizji CBS Adele One Night Only, który został wyemitowany w Stanach Zjednoczonych 14 listopada 2021 roku oraz show na kanale ITV zatytułowanym An Audience with Adele wyemitowanym 21 listopada 2021 roku w Wielkiej Brytanii. Dodatkowo 1 i 2 lipca 2022 zagrała koncerty w trakcie British Summer Time. 18 listopada 2022 rozpoczęła swoją rezydencję w Las Vegas Weekends with Adele. Od 2 do 31 sierpnia 2024 zagrała dziesięć koncertów w specjalnej hali w Monachium.

## Odbiór

### Charakterystyka i reakcja krytyków
Dziennikarka Rachel Brodsky z portalu Stereogum zdefiniowała gatunki zawarte w albumie jako mieszanka popu, jazzu oraz soulu. Recenzenci zwrócili również uwagę na pojawiające się motywy muzyki R&B, gospel oraz dance-pop. Tematycznie album porusza kwestie rozwodu, lęku i macierzyństwa Adele.
| Autor                | Lista                       | Pozycja     | Przypis |
| -------------------- | --------------------------- | ----------- | ------- |
| BBC                  | 21 najlepszych albumów 2021 | 10. miejsce | [ 53 ]  |
| Billboard            | 50 najlepszych albumów 2021 | 4. miejsce  | [ 54 ]  |
| Consequence          | 50 najlepszych albumów 2021 | 20. miejsce | [ 55 ]  |
| Entertainment Weekly | 10 najlepszych albumów 2021 | 5. miejsce  | [ 56 ]  |
| Los Angeles Times    | 10 najlepszych albumów 2021 | 7. miejsce  | [ 57 ]  |
| The New York Times   | Najlepsze albumy 2021       | 1. miejsce  | [ 58 ]  |
| NPR Music            | 50 najlepszych albumów 2021 | 14. miejsce | [ 59 ]  |
| Pitchfork            | 50 najlepszych albumów 2021 | 32. miejsce | [ 60 ]  |
| Rolling Stone        | 50 najlepszych albumów 2021 | 2. miejsce  | [ 61 ]  |
| Variety              | 10 najlepszych albumów 2021 | 5. miejsce  | [ 62 ]  |

### Nagrody i nominacje
| Rok  | Nagroda                  | Kategoria                      | Rezultat  | Przypisy |
| ---- | ------------------------ | ------------------------------ | --------- | -------- |
| 2022 | American Music Awards    | Ulubiony album pop/rock        | Nominacja | [ 63 ]   |
| 2022 | Billboard Music Awards   | Top Billboard 200 Album        | Nominacja | [ 64 ]   |
| 2022 | Brit Awards              | Brytyjski album roku           | Wygrana   | [ 65 ]   |
| 2022 | iHeartRadio Music Awards | Best Comeback Album            | Wygrana   | [ 66 ]   |
| 2022 | iHeartRadio Music Awards | Najlepszy album pop            | Wygrana   | [ 66 ]   |
| 2022 | Juno Awards              | Międzynarodowy album roku      | Nominacja | [ 67 ]   |
| 2022 | Kids' Choice Awards      | Ulubiony album                 | Nominacja | [ 68 ]   |
| 2022 | MTV Video Music Awards   | Album roku                     | Nominacja | [ 69 ]   |
| 2023 | Grammy Awards            | Album roku                     | Nominacja | [ 70 ]   |
| 2023 | Grammy Awards            | Najlepszy popowy album wokalny | Nominacja | [ 70 ]   |

## Lista utworów
| Edycja standardowa | Edycja standardowa                  | Edycja standardowa             | Edycja standardowa       | Edycja standardowa |
| Nr                 | Tytuł utworu                        | Autorzy                        | Produkcja                | Długość            |
| ------------------ | ----------------------------------- | ------------------------------ | ------------------------ | ------------------ |
| 1.                 | „Strangers by Nature”               | Adele Adkins, Ludwig Göransson | Göransson                | 3:02               |
| 2.                 | „Easy on Me”                        | Adkins, Greg Kurstin           | Kurstin                  | 3:44               |
| 3.                 | „My Little Love”                    | Adkins, Kurstin                | Kurstin                  | 6:29               |
| 4.                 | „Cry Your Heart Out”                | Adkins, Kurstin                | Kurstin                  | 4:15               |
| 5.                 | „Oh My God”                         | Adkins, Kurstin                | Kurstin                  | 3:45               |
| 6.                 | „Can I Get It”                      | Adkins, Max Martin, Shellback  | Martin, Shellback        | 3:30               |
| 7.                 | „I Drink Wine”                      | Adkins, Kurstin                | Kurstin                  | 6:16               |
| 8.                 | „All Night Parking” (Erroll Garner) | Adkins, Garner                 | Joey Pecoraro, Kurstin   | 2:41               |
| 9.                 | „Woman like Me”                     | Adkins, Dean Josiah Cover      | Inflo                    | 5:00               |
| 10.                | „Hold On”                           | Adkins, Cover                  | Inflo                    | 6:06               |
| 11.                | „To Be Loved”                       | Adkins, Tobias Jesso Jr.       | Jesso Jr., Shawn Everett | 6:43               |
| 12.                | „Love Is a Game”                    | Adkins, Cover                  | Inflo                    | 6:43               |
|                    |                                     |                                |                          | 58:14              |

## Notowania i certyfikaty
| Lista przebojów (2021)              | Najwyższa pozycja |
| ----------------------------------- | ----------------- |
| Australia (ARIA Charts)             | 1                 |
| Austria (Ö3 Austria Top 40)         | 1                 |
| Belgia (Ultratop Flandria)          | 1                 |
| Belgia (Ultratop Walonia)           | 2                 |
| Czechy (ČNS IFPI)                   | 2                 |
| Dania (Album Top-40)                | 1                 |
| Finlandia (Suomen virallinen lista) | 1                 |
| Francja (SNEP)                      | 1                 |
| Hiszpania (PROMUSICAE)              | 1                 |
| Holandia (MegaCharts)               | 1                 |
| Irlandia (IRMA)                     | 1                 |
| Japonia (Oricon)                    | 5                 |
| Kanada (Billboard Canadian Albums)  | 1                 |
| Korea Południowa (Gaon)             | 68                |
| Litwa (Albumų Top 100)              | 1                 |
| Niemcy (Media Control Charts)       | 1                 |
| Norwegia (VG-Lista)                 | 1                 |
| Nowa Zelandia (Recorded Music NZ)   | 1                 |
| Polska (OLiS)                       | 1                 |
| Portugalia (AFP)                    | 1                 |
| Słowacja (ČNS IFPI)                 | 2                 |
| Stany Zjednoczone (Billboard 200)   | 1                 |
| Szwajcaria (Alben Top 100)          | 1                 |
| Szwecja (Sverigetopplistan)         | 1                 |
| Węgry (MAHASZ)                      | 4                 |
| Wielka Brytania (OCC)               | 1                 |
| Włochy (FIMI)                       | 2                 |

| Kraj                         | Certyfikat         | Sprzedaż   |
| ---------------------------- | ------------------ | ---------- |
| Australia (ARIA)             | platynowa płyta    | 70 000+    |
| Austria (IFPI Austria)       | platynowa płyta    | 15 000+    |
| Belgia (BEA)                 | platynowa płyta    | 20 000+    |
| Brazylia (Pro-Música Brasil) | 2x platynowa płyta | 80 000+    |
| Chile (IFPI Chile)           | złota płyta        | 3 500+     |
| Dania (IFPI Danmark)         | platynowa płyta    | 20 000+    |
| Francja (SNEP)               | 3x platynowa płyta | 300 000+   |
| Hiszpania (Promusicae)       | platynowa płyta    | 40 000+    |
| Kanada (MC)                  | 3× platynowa płyta | 240 000+   |
| Meksyk (AMPROFON)            | złota płyta        | 70 000+    |
| Niemcy (BVMI)                | platynowa płyta    | 200 000+   |
| Nowa Zelandia (RMNZ)         | 3x platynowa płyta | 45 000+    |
| Polska (ZPAV)                | 4x platynowa płyta | 80 000+    |
| Portugalia (AFP)             | złota płyta        | 7 500+     |
| Stany Zjednoczone (RIAA)     | 3x platynowa płyta | 3 000 000+ |
| Szwajcaria (IFPI Schweiz)    | platynowa płyta    | 20 000+    |
| Szwecja (GLF)                | 2x platynowa płyta | 60 000+    |
| Węgry (MAHASZ)               | platynowa płyta    | 4 000+     |
| Wielka Brytania (BPI)        | 2x platynowa płyta | 600 000+   |
| Włochy (FIMI)                | platynowa płyta    | 50 000+    |